# Juan Camacho
Pour les articles homonymes, voir Camacho.
Camacho  del Fresno est un nom espagnol. Le premier nom de famille, en général paternel, est Camacho ; le second, en général maternel, souvent omis, est del Fresno.
Juan Camacho del Fresno,, né le 24 juillet 1995 à Moral de Calatrava, est un coureur cycliste espagnol.

## Biographie
Juan Camacho commence le cyclisme à l'âge de sept ans, sur ses terres natales de Moral de Calatrava. Il prend sa première licence au Club Ciclista Valdepeñas, où il court jusque dans les rangs cadets.
Bon rouleur, il devient champion d'Espagne du contre-la-montre en 2013, dans la catégorie juniors (moins de 19 ans). Il intègre ensuite l'équipe de la Fondation Contador. En 2014, il se classe deuxième du championnat d'Espagne du contre-la-montre espoirs (moins de 23 ans). Deux ans plus tard, il remporte une étape du Tour de Palencia. Il représente également à plusieurs reprises son pays lors des championnats d'Europe et des championnats du monde espoirs.
Il passe finalement professionnel en 2018 dans la nouvelle équipe continentale Polartec-Kometa, créée sur la structure de la Fondation Contador. Pour sa première saison, il se classe quatrième d'une étape du Tour de Normandie et cinquième d'une étape du Tour international de Rhodes. En 2019, il termine onzième de la course en ligne et du contre-la-montre aux championnats d'Espagne.
Le 17 janvier 2020, il arrête sa carrière à vingt-quatre ans, en raison de problèmes physiques récurrents avec son genou droit.

## Palmarès
- 2011
  - 3e du championnat d'Espagne du contre-la-montre cadets
- 2012
  - 2e de la Bizkaiko Itzulia
  - 3e du championnat d'Espagne du contre-la-montre juniors
- 2013
  -  Champion d'Espagne du contre-la-montre juniors
- 2014
  - 2e du Mémorial Manuel Sanroma
  - 2e du championnat d'Espagne du contre-la-montre espoirs
- 2015
  - Clásica de Santa Ana
- 2016
  - 1re étape du Tour de Palencia
  - 3e du Trofeo Ayuntamiento de Zamora
- 2017
  - 3e du Gran Premio Primavera de Ontur